# Chinaman
Chinaman is een stripreeks die begonnen is in oktober 1997 met Serge Le Tendre als schrijver en Olivier Ta als tekenaar. Chinaman is een Chinees die avonturen beleeft in het Amerikaanse wilde westen.

## Inhoud
In de stripreeks Chinaman staan de lotgevallen van Chen Long Anh, wiens naam bij aankomst uit China door de immigratiedienst werd omgedoopt tot John Chinaman, centraal. Samen met zijn meester scheept hij in naar San Francisco om in de Chinese gemeenschap orde op zaken te stellen. Hij is een eerlijk en rechtvaardig man en keert zich af van zijn meester en zijn gemeenschap door diens verraad. Met zijn vurige vastberadenheid en zijn bedrevenheid in gevechtskunsten biedt hij als huursoldaat de ergste moeilijkheden het hoofd.
De verhalen spelen zich af in het Wilde Westen in de 19e eeuw. Naarmate de afleveringen vorderen, begrijpt John steeds beter hoe de nieuwe wereld in elkaar steekt, waarbij hij trouw blijft aan zijn eigen cultuur en ideeën. Vaak wordt hij gedwongen om te vechten als zijn anders zijn niet goed wordt geaccepteerd. Hij probeert een eigen plekje te veroveren, maar meestal zal het onrecht om hem heen hem ertoe aanzetten actie te ondernemen...

## Albums
Alle albums zijn geschreven door Serge Le Tendre en getekend door Olivier Ta.
| Nummer | Titel                     | Uitgever(s)                                |
| ------ | ------------------------- | ------------------------------------------ |
| 1      | De berg van goud          | Casterman, Dupuis, Les Humanoïdes Associés |
| 2      | Met gelijke wapens        | Dupuis, Les Humanoïdes Associés            |
| 3      | Voor Rose                 | Dupuis, Les Humanoïdes Associés            |
| 4      | De roestvreters           | Dupuis, Les Humanoïdes Associés            |
| 5      | Tussen twee oevers        | Dupuis                                     |
| 6      | Bloedbroeders             | Dupuis                                     |
| 7      | Confrontatie in Blue Hill | Dupuis                                     |
| 8      | De gehangenen             | Dupuis                                     |
| 9      | Tucano                    | Dupuis                                     |